# Cottage Grove, Wisconsin
Cottage Grove là một làng thuộc quận Dane, tiểu bang Wisconsin, Hoa Kỳ. Năm 2006, dân số của làng này là 4059 người.